# Ourville-en-Caux
Ourville-en-Caux ist eine französische Gemeinde im Département Seine-Maritime in der Region Normandie. Sie hat 1.092 Einwohner (Stand: 1. Januar 2022) und gehört zum Kanton Saint-Valery-en-Caux (bis 2015: Kanton Ourville-en-Caux) und zum Arrondissement Dieppe.

## Geografie
Ourville-en-Caux liegt etwa 40 Kilometer nordöstlich von Le Havre und etwa zwölf Kilometer südlich der Alabasterküste. Umgeben wird Ourville-en-Caux von den Nachbargemeinden Bertheauville im Norden, Grainville-la-Teinturière im Osten und Nordosten, Beuzeville-la-Guérard im Süden und Südosten, Riville im Westen und Südwesten sowie Gerponville im Nordwesten.

## Bevölkerungsentwicklung
| Jahr                      | 1962 | 1968 | 1975 | 1982 | 1990 | 1999 | 2006 | 2013 |
| Einwohner                 | 701  | 693  | 756  | 896  | 933  | 1041 | 1085 | 1090 |
| Quelle: Cassini und INSEE |      |      |      |      |      |      |      |      |

## Sehenswürdigkeiten

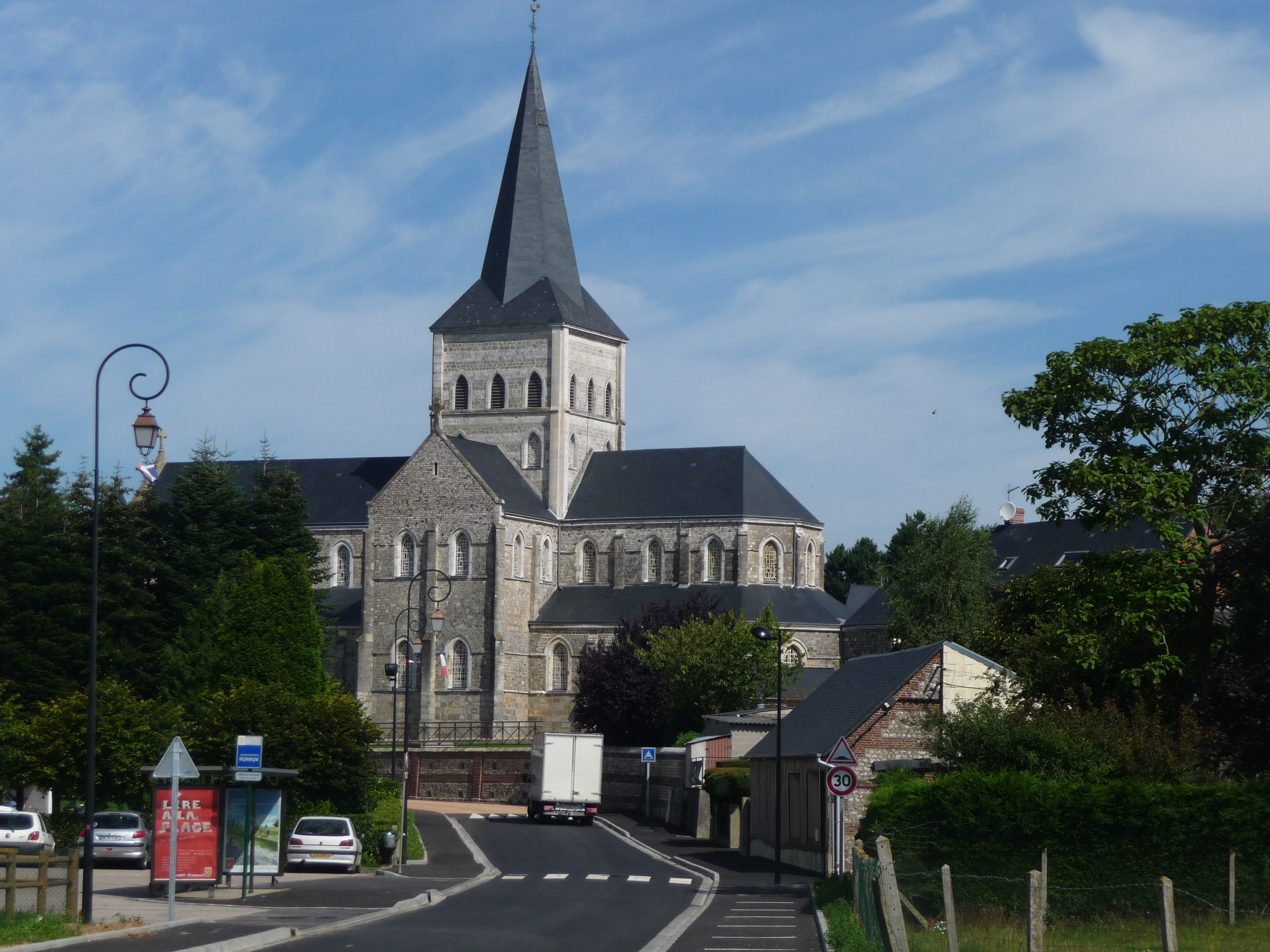
Kapelle Notre-Dame

- Kirche Notre-Dame aus dem 19. Jahrhundert